# Gabaza tsudai
Gabaza tsudai är en tvåvingeart som beskrevs av Ouchi 1938. Gabaza tsudai ingår i släktet Gabaza och familjen vapenflugor. Inga underarter finns listade i Catalogue of Life.